# Costa Chica (Argentina)
Costa Chica es una localidad del partido de La Costa, en la provincia de Buenos Aires, Argentina.

## Ubicación y límites
Costa Chica limita al norte con Las Toninas siendo separados por la avenida 50, al sur limita con Santa Teresita en una zona de campo, médanos y territorio virgen.
A través de la calle 7 y a escasos kilómetros de Costa Chica aparece Santa Teresita Sobre el Monte, barrio residencial de Santa Teresita.
|                                                                     | Norte: Las Toninas  |                     |
| Oeste: Ruta provincial 11, límite con el partido de General Lavalle |                     | Este: Mar argentino |
|                                                                     | Sur: Santa Teresita |                     |

## Características
Costa Chica posee una reglamentación municipal para la construcción, solo se permite una vivienda por lote, distancia de 1.5 m entre linderos y un retiro de la línea municipal de 3 m, con el objetivo de conservar la belleza del paisaje natural, el verde y la estética en las construcciones. Tiene su acceso desde la ruta provincial 11 en la avenida 54, un acceso poco señalizado y al que sólo se accede desde la mano Este de la ruta, pues no existe una rotonda de acceso.
Las calles cuentan con una cuadrícula irregular. Su encanto principal es la tranquilidad, el campo, sus médanos y sus amplias playas. Su frente marítimo es de 4 cuadras.
El ambiente es plenamente residencial, por lo cual prácticamente no hay comercios, los cuales se nuclean en la cercana localidad de Las Toninas o bien en Santa Teresita.[cita requerida]